# Рождественская история с Тиной Кароль
Рождественская история с Тиной Кароль (укр. Різдвяна історія з Тіною Кароль) – украинский рождественский музыкальный фильм производства «1+1 Production», вышедший в 2016 году. Лента повествует о многовековых традициях и духовных ценностях. Главные роли в фильме исполнили певица Тина Кароль и Евгений Лебедин. В фильме звучат зимние песни, а также щедровки и колядки в современной обработке в исполнении Тины Кароль.   

## Сюжет
Это уникальный кинопроект производства «1+1 Продакшн». Согласно сюжету сказки, Тина Кароль выступает в роли матери, берегини украинских традиций, которая в канун Рождества рассказывает своему сыну историю о вечных ценностях, о борьбе добра и зла, света и тьмы. 
“Это сказочная история о том, что тьма всегда где-то рядом, но выбор истинного пути зависит от каждого из нас, главное – открыть свою душу навстречу свету и хранить в сердце веру. Ведь победа добра в душе даже одного человека способна изменить целый мир”, ― говорит Тина Кароль.
Роль сына играет 7-летний мальчик с большим сердцем, победитель проекта «Маленькие гиганты» Евгений Лебедин. Герои переносятся в сказочный мир Рождества, вне времени и пространства, где соединились прошлое и настоящее, где любовь – вечна, чудеса – реальны, а добро неизменно побеждает зло, которое всегда начеку.
“Традиции – это сила, которая держит нацию. В этом фильме отражены общечеловеческие ценности, которые совпадают с нашими. Ведь «1+1» чтит и уважает традиции, и здесь, на канале, мы верим в чудеса, и стремимся передать это зрителям”, – сказал генеральный директор «1+1 Медиа» Александр Ткаченко.

## В ролях
- Тина Кароль — мать;
- Евгений Лебедин — сын.

## Производство

### Фильмирование
Фильмирование началось в декабре 2015 года. Над производством рождественского фильма работала команда «1+1 Production» во главе с Викторией Лезиной.
Команда проекта рассказала, что впервые за годы независимости Украины телеканал получил возможность провести масштабные съёмки на территории Национального заповедника «София Киевская» и в Софийском соборе, в котором обычно любая съёмка запрещена. В фильме зрители смогу увидеть фрагменты настенных росписей XVII столетия и знаменитую мозаику Софийского собора «Оранту» ― главную ценность заповедника, которая сохранилась еще с XI столетия. Для того, чтобы не повредить уникальные древние росписи святыни, специалистам «1+1» пришлось специально подбирать оборудование. 
Для того, чтобы музыкальные постановки, костюмы и каждое движение в танцевальных номерах были исторически достоверными, к работе над фильмом привлекались исторические консультанты и фольклористы. В номере «Добрий вечір тобі, пане господарю» для главной героини был выбран настоящий старинный украинских костюм из частной коллекции, которому больше 100 лет.

### Музыка
В фильме звучит редкий аутентичный украинский музыкальный материал, такой как народная украинская щедровка «Роди Боже». Знаковой мелодией фильма станет композиция «Щедрик» в новом неожиданном звучании в исполнении Тины Кароль совместно с всемирно известным одноимённым детским хором.

## Съёмочная группа
- Генеральные продюсер: 
  - Александр Ткаченко;
  - Виктория Лезина.
- Продюсеры:
  - Владимир Завадюк;
  - Анна Аксютенко.
- Режиссёры:
  - Андрей Музыка;
  - Дария Саричева.
- Режиссёры-постановщики:
  - Наталия Лысенкова;
  - Наталия Ровенская;
  - Мария Григоращенко.
- Оператор- постановщик: Владимир Гуевский.
- Художники:
  - Татьяна Кантемирова;
  - Александра Дергоусова.
- Музыкальные продюсеры:
  - Тина Кароль;
  - Виталий Телезин.
- Стилисты:
  - Светлана Марсон;
  - Ната Стрильчук;
  - Андрей Политаев;
  - Ольга Слонь;
  - Анна Гончарова;
  - Юрий Жуйков;
  - Татьяна Дёдорова;
  - Мария Квитка.
- Постпродакшн:
  - Ольга Михальченко;
  - Тарас Резник;
  - Геннадий Аксютенко;
  - Андрей Мазанько;
  - Валерий Колесник.
- Графические дизайнеры: 
  - Николай Алтухов;
  - Александр Савинский;
  - Дмитрий Полищук;
  - Дмитрий Луценко;
  - Евгений Пилинский.
- Техническая группа:
  - Андрей Егорченков;
  - Виталий Онищенко.
- Звукорежиссёры:
  - Александр Барба;
  - Олег Михоноша.
- Хореографы:
  - Антон Давиденко;
  - Ирина Гутник.
- Литературный редактор: Соломия Зинчук.
- Линейные продюсеры:
  - Олег Пистоляк;
  - Юлия Кузённа.

## Телевизионная премьера
Рождественскую историю с Тиной Кароль, зрители увидели в Святой Вечер, 6 января, в эфире телеканала «1+1».